# 里斯托·亚尔瓦

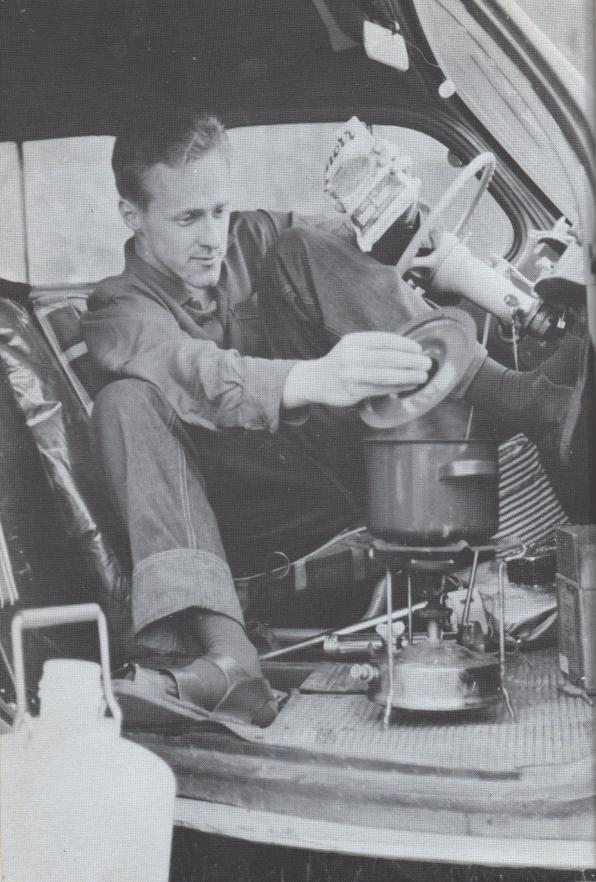
里斯托·亚尔瓦在1950年代拍摄电影期间的休息场景

里斯托·亚尔瓦（芬蘭語：Risto Antero Jarva，1934年7月15日—1977年12月16日）是一位芬兰电影导演和制片人。
亚尔瓦通常在他的长篇电影和短篇记录片里去剖析一些社会问题，并提出一个或多个可能的办法去解决这些问题。这些社会问题包括汽车的普遍使用、妇女的地位、城市规划、污染、八卦杂志记者的角色、以及芬兰社会中还存有的意识形态的分裂。
他的1967年的电影《一位工人的日记》被入选第五届莫斯科电影节。
亚尔瓦曾在1970至1975年间担任过电影艺术教授，及在1975至1977年间担任高级讲师。
亚尔瓦的最后一部电影是《兔年》。他在一场《兔年》的专场放映会的归途中发生了车祸，并因此而去世。